# 种棱粟米草
种棱粟米草（学名：Mollugo verticillata），为番杏科粟米草属下的一个植物种。